# Artis Hicks
Pour les articles homonymes, voir Hicks.
(en) Statistiques sur pro-football-reference
Artis Hicks Jr (né le 28 novembre 1978 à Jackson) est un joueur américain de football américain.

## Carrière

### Université
Il entre à l'université de Memphis où il joue dans l'équipe de football américain des Tigers.

### Professionnel
Artis Hicks n'est sélectionné par aucune équipe lors du draft de la NFL de 2002. En avril 2002, il signe un contrat comme agent libre non drafté. Il est retenu pour l'ouverture de la saison 2002 où il joue dix matchs dont quatre comme titulaire. En 2004, il est annoncé comme titulaire au poste d'offensive guard et fait treize matchs comme titulaire. Les dirigeants sont satisfaits de sa saison et le font signer une prolongation de contrat de plusieurs années avec la franchise de Philadelphie.
Il fait ensuite deux saisons comme titulaire et commence le Super Bowl XXXIX contre les Patriots de la Nouvelle-Angleterre, match que les Eagles perdent. 
En avril 2006, Philadelphie échange Hicks aux Vikings du Minnesota où il fait une saison 2006 comme titulaire mais change de côté, gardant toujours son poste de guard. En 2007, il fait une année assez discrète avant d'être positionné pendant un moment en 2008 comme defensive tackle mais cela n'est pas convaincant. Il réalise pour la première fois de sa carrière à jouer tous les matchs d'une saison en 2009 mais n'est titulaire qu'à trois reprises.
Le 6 mars 2010, Artis tente sa chance chez les Redskins de Washington où il signe comme agent libre. Il retrouve son poste d'offensive guard et joue quinze matchs dont dix comme titulaire. Il est cependant libéré le 3 septembre 2011 avant le début de la saison, non-sélectionné dans l'équipe des cinquante-trois hommes pour commencer la saison.
Le 4 septembre 2011, il signe avec les Browns de Cleveland et joue surtout comme remplaçant. Hicks ne reste qu'une seule saison avant de rejoindre les Dolphins de Miami le 15 mars 2012. Cependant, il est blessé à la nuque et placé sur la liste des blessés jusqu'à la fin de saison.